# Iveco 316
L'Iveco 316 è un autobus italiano prodotto dal 1978 al 2000.

## Progetto
L'Iveco 316 fu presentato nel 1978 sotto il marchio Fiat per sostituire il Fiat 314 in ambito urbano; di fatto si trattava della versione adattata all'urbano del minibus interurbano Iveco 315. La Iveco non ha mai realizzato le carrozzerie per il 316; si trattava di un telaio destinato alle sole aziende esterne. A partire dal 1983 viene adottato il solo marchio Iveco. 
Le aziende che hanno costruito carrozzerie per i mezzi basati sul telaio del 316 sono Portesi, Menarini, Viberti e Minerva (che riprendeva il disegno Viberti).

## Caratteristiche tecniche
L'Iveco 316 (costruito solamente in allestimento urbano) possiede 59 posti, di cui 17 sono a sedere. Il cambio, manuale, è a 5 velocità con retromarcia. Sono state prodotte due versioni del 316, la seconda introdotta nel 1985 con il passaggio al turbocompressore.
- Iveco 316.8.13 (prodotto dal 1978 al 1985) equipaggiato con motore Fiat 8060.04 (6 cilindri in linea) da 5499 cm³ erogante 125 CV.
- Iveco 316.8.18 (prodotto dal 1985 al 2000) equipaggiato con motore Fiat 8060.24 (6 cilindri in linea con turbo) da 5499 cm³ erogante 180 CV.

## Diffusione

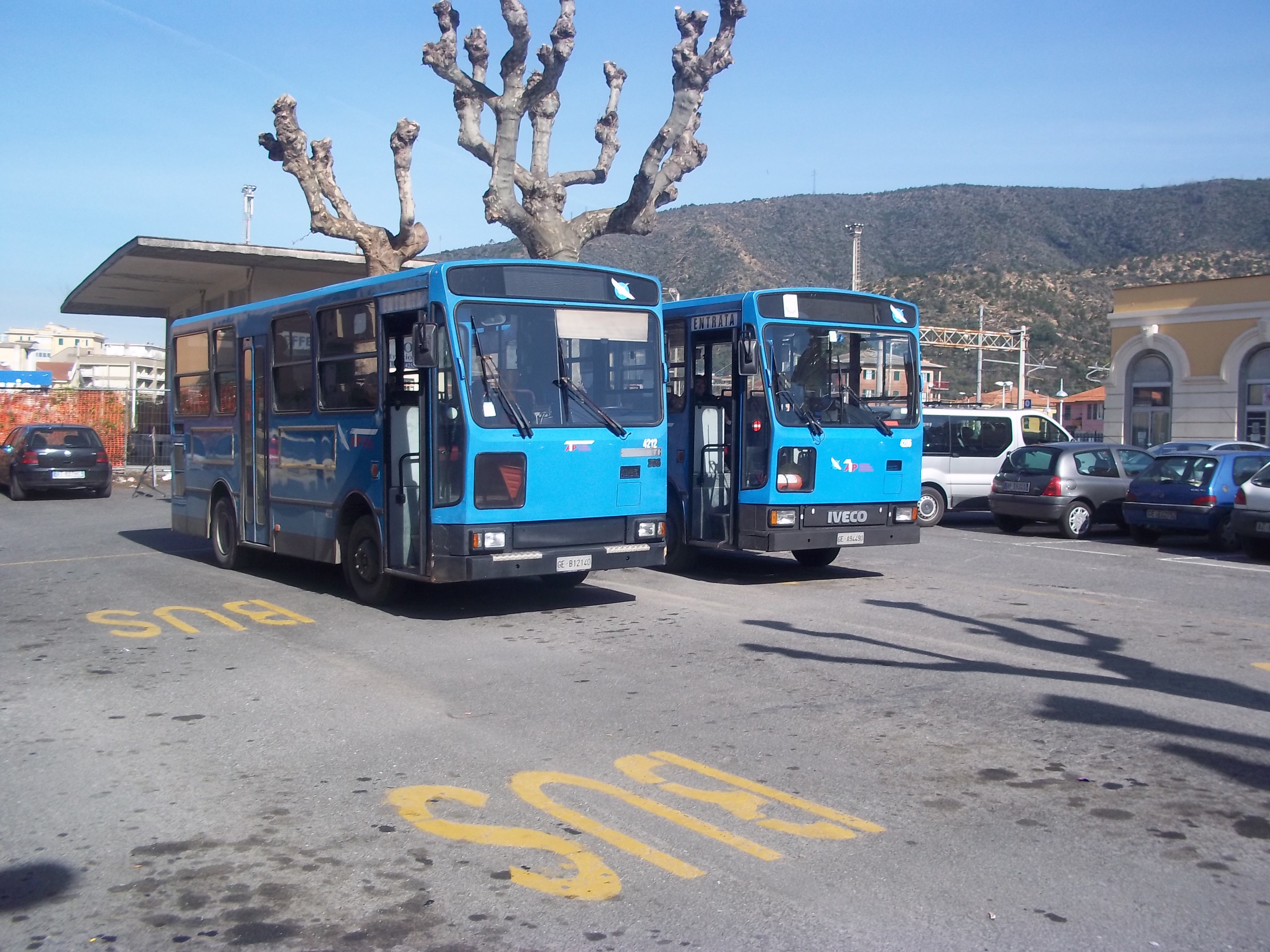
Coppia di Iveco 316 Viberti della ATP Azienda Trasporti Provinciali in sosta presso Sestri Levante

Pur non trattandosi necessariamente di un mezzo vetusto, essendo stati gli ultimi esemplari realizzati nel 2000, il 316 è oggi un autobus decisamente superato e poco conveniente da utilizzare per le aziende di trasporto pubblico ed è piuttosto difficile trovarne esemplari ancora in servizio, in quanto, nonostante la grande capacità e affidabilità, risente molto dell'anzianità e dell'impostazione del progetto (deriva da un mezzo interurbano).
Grandi flotte di 316 hanno prestato servizio presso ATACS Salerno, ATAC Roma, AMT Genova, più molte altre aziende minori.